# Hartley Sawyer
Hartley Sawyer (nascido em 25 de janeiro de 1985) é um ator, produtor e escritor estadunidense. É conhecido por seus papéis como Dagr na comédia de super-heróis da Geek & Sundry, Caper, o thriller Kept Man, e como Kyle Abbott na novela da CBS Daytime, The Young and the Restless. Também atuou como Ralph Dibny / Homem Elástico na série da The CW The Flash, até ser demitido do papel em junho de 2020 por tuítes racistas e misóginos antigos.

## Filmografia

### Filmes
| Ano  | Título                           | Papel          | Notas          |
| ---- | -------------------------------- | -------------- | -------------- |
| 2006 | Thursday                         | Andrew Kepling |                |
| 2006 | Gizor & Gorm                     | Gizor          | Curta-metragem |
| 2008 | Killian                          | Donovan        | Curta-metragem |
| 2010 | Delmer Builds a Machine          | Him            | Curta-metragem |
| 2013 | The Blade Runner Holiday Special | Ron Batty      | Curta-metragem |
| 2014 | Kept Man                         | Brian          | Curta-metragem |
| 2015 | SPiN                             | Scott Angelus  | Curta-metragem |

### Televisão
| Ano       | Título                                | Papel                        | Notas |
| --------- | ------------------------------------- | ---------------------------- | --- |
| 2008–2009 | I Am Not Infected                     | Hartley                      | Elenco principal; 27 episódios                                                                                              |
| 2010–2011 | Glory Daze                            | Brian Sommers                | Elenco principal; 10 episódios                                                                                              |
| 2012      | Jane by Design                        | Brad                         | Episódio: "The Birkin" |
| 2012      | GCB                                   | Bozeman Peacham              | 3 episódios |
| 2012      | Don't Trust the B---- in Apartment 23 | Charles                      | Episódio: "It's Just Sex..."                                                                                                |
| 2013      | NCIS: Los Angeles                     | Alan Sanderson               | Episódio: "History" |
| 2013–2014 | The Young and the Restless            | Kyle Abbott                  | Função realizada: 24 de abril de 2013 a 27 de janeiro de 2014                                                               |
| 2014      | Suburgatory                           | Janitor                      | Episódio: "Les Lucioles" |
| 2015      | The McCarthys                         | Daniel                       | Episódio: "The Sister Act"                                                                                                  |
| 2015      | Filthy Preppy Teen$                   | Nathaniel                    | Episódio: "The Island" |
| 2016      | Laura                                 | Matthew / Priestley          | 2 episódios |
| 2016      | Single by 30                          | Scott                        | Episódio: "Never Have I Ever"                                                                                               |
| 2017–2020 | The Flash                             | Ralph Dibny / Homem Elástico | Recorrente (4ª temporada) Regular (Temporada 5-6) Indicado — Saturn Award for Best Guest Performance in a Television Series |

### Web
| Ano           | Título                | Papel                 | Notas                                        |
| ------------- | --------------------- | --------------------- | -------------------------------------------- |
| 2014          | Caper                 | Dagr                  | Elenco principal; 9 episódios                |
| 2015          | Courageous Leaders    | Ele mesmo (Anfitrião) | Também como escritor e produtor; 6 episódios |
| 2016–presente | Miss 2059             | Laheer                | 7 episódios                                  |
| 2017          | Saving the Human Race | Joansey               | 6 episódios                                  |